# Emmanuelle Debever
Emmanuelle Debever (Marselha, 8 de agosto de 1963 — Paris, 6 de dezembro de 2023) foi uma atriz francesa.

## Biografia
Iniciou sua carreira no início dos anos 1980 com a série Joëlle Mazart, que era uma continuação da popular série Pause café, estrelada por Véronique Jannot.
No ano de 1983, conquistou o papel principal no filme Un jeu brutal, dirigido por Jean-Claude Brisseau, atuando ao lado de Bruno Cremer. No mesmo ano, ela desempenhou o papel de Louison Danton no filme Danton, dirigido por Andrzej Wajda. Neste filme, ela interpretou a jovem esposa do revolucionário Georges Jacques Danton, papel que foi interpretado por Gérard Depardieu. Além disso, ela teve um papel secundário na comédia Attention une femme peut en cacher une autre!, dirigida por George Lautner, onde contracenou com Miou-Miou. Em seguida, participou do suspense para televisão Quidam, atuando ao lado de Richard Bohringer.
Em 1986, Emmanuelle fez uma aparição em um episódio da série Médecins de nuit. Sua última atuação foi em 1989, em um episódio de Les Enquêtes du commissaire Maigret.
Em junho de 2019, Emmanuelle Debever, através de uma publicação no Facebook, acusou o ator Gérard Depardieu de má conduta. Esta acusação ocorreu após os promotores franceses encerrarem uma investigação de estupro contra Depardieu. Segundo Debever, a suposta má conduta ocorreu durante as filmagens do filme Danton, dirigido por Andrzej Wajda.

## Morte
Morreu em 6 de dezembro de 2023, aos 60 anos. De acordo com Camille Nevers, jornalista do Libération, Emmanuelle se jogou no rio Sena no mesmo dia em que o programa de notícias investigativas Complément d'enquête da France 2 foi ao ar, programa este onde ela apresentou suas alegações contra Gérard Depardieu.

## Filmografia

### Film
| Ano  | Título                       | Personagem                  | Diretor              | Notas |
| ---- | ---------------------------- | --------------------------- | -------------------- | ----- |
| 1982 | Sweet Inquest on Violence    | Marianne                    | Gérard Guérin        |       |
| 1983 | Danton                       | Louison Danton              | Andrzej Wajda        |       |
| 1983 | My Other Husband             | la jeune fille à la piscine | Georges Lautner      |       |
| 1983 | Un jeu brutal                | Isabelle                    | Jean-Claude Brisseau |       |
| 1983 | Vive la sociale !            | Gisèle                      | Gérard Mordillat     |       |
| 1983 | Le Grain de sable            | Midinette                   | Pomme Meffre         |       |
| 1984 | Paris vu par... 20 ans après |                             | Bernard Dubois       |       |

### Televisão
| Ano  | Título                              | Personagem              | Notas                                    |
| ---- | ----------------------------------- | ----------------------- | ---------------------------------------- |
| 1982 | Joëlle Mazart                       | Corinne                 | 6 episódios                              |
| 1984 | Quidam                              | Alice                   | Telefilme                                |
| 1986 | La Barbe-bleue                      | La morte                | Telefilme                                |
| 1986 | Médecins de nuit                    | Marie-Charlotte Morgane | Episódio: "Marie-Charlotte"              |
| 1988 | Marc et Sophie                      | Emmanuelle              | Episódio: "Cousine cousine"              |
| 1989 | Les Enquêtes du commissaire Maigret | Rita                    | Episódio: "L'Amoureux de madame Maigret" |